# Uppenna

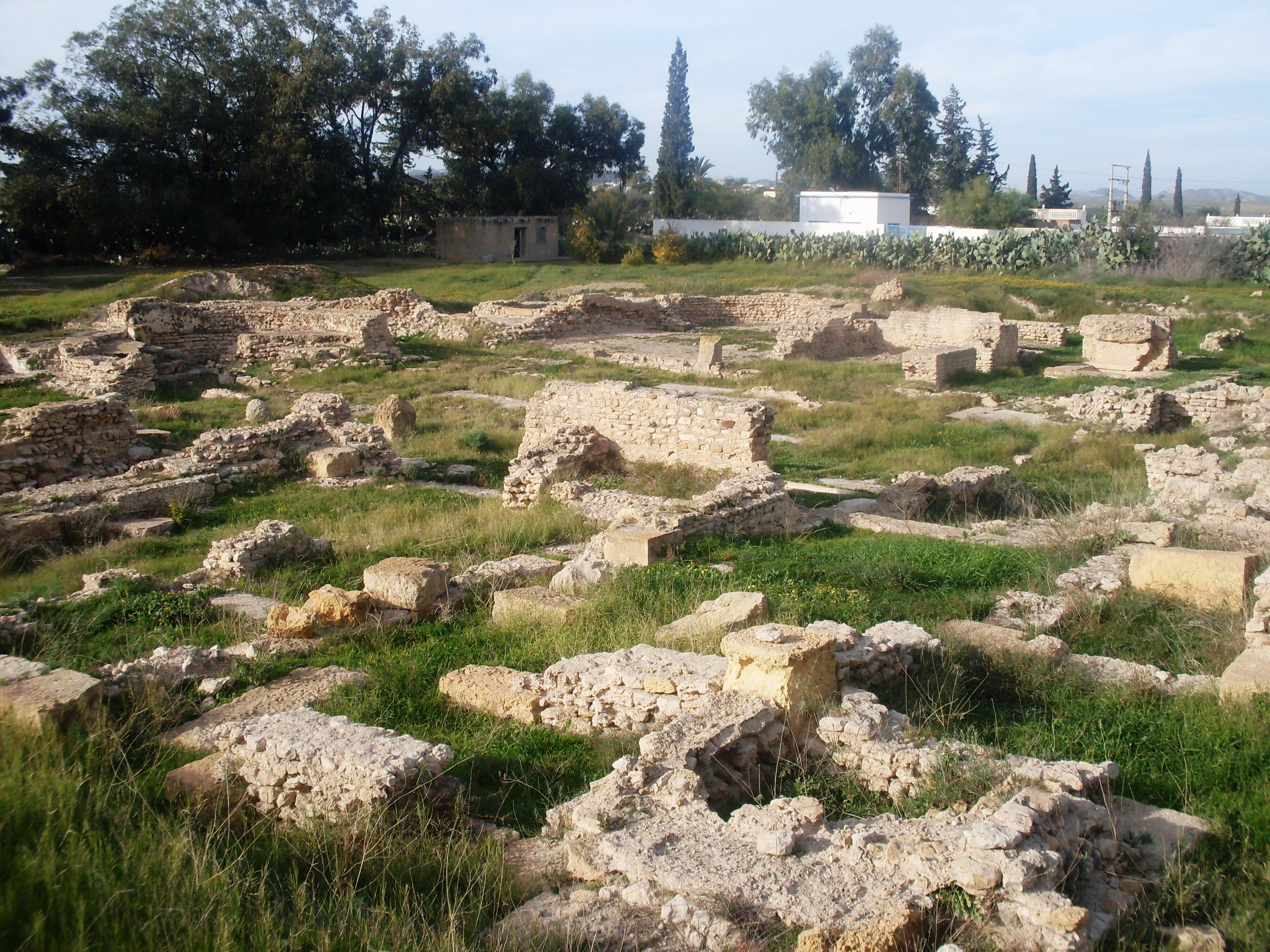
Vista de las ruinas de Uppenna

Uppenna o Upenna es un yacimiento arqueológico tunecino situado en la actual localidad de Henchir Chigarnia. El yacimiento contiene una basílica y restos de una fortaleza.
En 1881, René Cagnat descubrió un baptisterio.  La fortaleza, cerrada el 25 de marzo de 1889 , se ha deteriorado mucho desde entonces. En 1901, Paul Gauckler identificó estos restos como parte de una basílica, aunque por razones presupuestarias, no se realizó una búsqueda más exhaustiva. El lugar se consideró importante durante las excavaciones de 1904-1905, lo cual permitió trazar un plan y descubrir  una cuarentena de mosaicos, entre ellos el mosaico de los mártires que dio lugar a una importante controversia entre  Gauckler y el doctor Louis Carton, reabriendo un conflicto entre el Instituto nacional de patrimonio y la Sociedad arqueológica de Susa. En efecto, el mosaico que citaba a trece mártires santos africanos ocasionó un debate sobre el lugar del monumento durante el cisma donatista.  